# Bahnhof Türkismühle
Der Bahnhof Türkismühle ist ein Bahnhof im Ortsteil Türkismühle der saarländischen Gemeinde Nohfelden. Der ehemals beidseitige Trennungsbahnhof befindet sich an der Nahetalbahn und war Endpunkt der Hochwaldbahn nach Trier sowie der Westrichbahn nach Kusel. Er wurde im Zuge der Verlängerung der Nahetalbahn von Idar-Oberstein nach Neunkirchen (Saar) am 26. Mai 1860 eröffnet.

## Geschichte
Türkismühle gehörte bis 1937 zum oldenburgischen Fürstentum Birkenfeld (bzw. ab 1919 Landesteil Birkenfeld). Nach der Eröffnung 1860 wurde der Bahnhof rege durch Güterverkehr bedient, aber auch der Personenverkehr wurde intensiv genutzt. Der massive Anlauf des Bahnhofs beförderte eine Ansiedlung kleiner Unternehmen und Gaststätten in der unmittelbaren Umgebung. Mit der Eröffnung der Bahnstrecke Türkismühle – Hermeskeil begann sich die wirtschaftliche Situation rund um den Bahnhof zu verschlechtern, u. a. da die Durchreisegäste keinen längeren Aufenthalt mehr hatten. Bereits vor Ausbruch des Ersten Weltkrieges erhielt die Station ein neues Bahnhofsgebäude.
Nach der Übergabe des Saarlandes an den Völkerbund im Zuge des Versailler Vertrages wandelte sich der Bahnhof Türkismühle zum deutschen Grenzbahnhof mit Zollstation, was einen Anstieg der Einwohnerzahlen und die Entstehung einer Eisenbahnersiedlung am Juliusberg zur Folge hatte. Auch im Bereich der Logistik ergaben sich einige Erweiterungen, wie der umfangreiche Ausbau der Bahnhofsanlagen oder die Ansiedlung neuer Speditionen. Ab November 1934 wurde die Strecke nach Wolfersweiler bedient, ab 1936 bis Kusel, womit die Bahnstrecke Türkismühle–Kusel entstand. 1937 wurde das Reichsbahnamt von Türkismühle nach St. Wendel verlegt. 1938 entstand der Westwall; der Bahnhof besaß zu dieser Zeit zwölf Gleise.
Während des Zweiten Weltkrieges wurde die Station auch für Flüchtlingstransporte verwendet. Am 22. Februar 1945 wurde das Bahnhofsgebäude durch einen Bombenangriff zerstört. Mit der abermaligen Abtretung des Saargebietes 1945 an die französische Besatzungszone wurde Türkismühle erneut zum nunmehr französischen Grenzbahnhof, 1959 aber wieder zurück in einen deutschen Bahnhof verwandelt, der der Bundesbahn unterstand. Ab 1967 wurde der Personenverkehr immer mehr eingeschränkt, von 1969 an fuhren keine Personenzüge nach Hermeskeil und Freisen mehr, dafür wurden die Züge nach St. Wendel noch im selben Jahr elektrisch bedient.
Zwischen dem 27. und dem 29. August 2010 beging Türkismühle die 150-Jahr-Feier des Bahnhofs. Am 13. September 2010 wurde ein Elektrotriebwagen auf den Ortsnamen getauft.
Die Hochwaldbahn nach Hermeskeil (2014) sowie die Westrichbahn nach Freisen beziehungsweise ursprünglich nach Kusel wurden stillgelegt. Auf der ehemaligen Bahntrasse wurde von Freisen über Türkismühle bis Nonnweiler bis 2023 ein Freizeitweg errichtet. Die Kosten beliefen sich auf über 9,5 Mio. Euro.

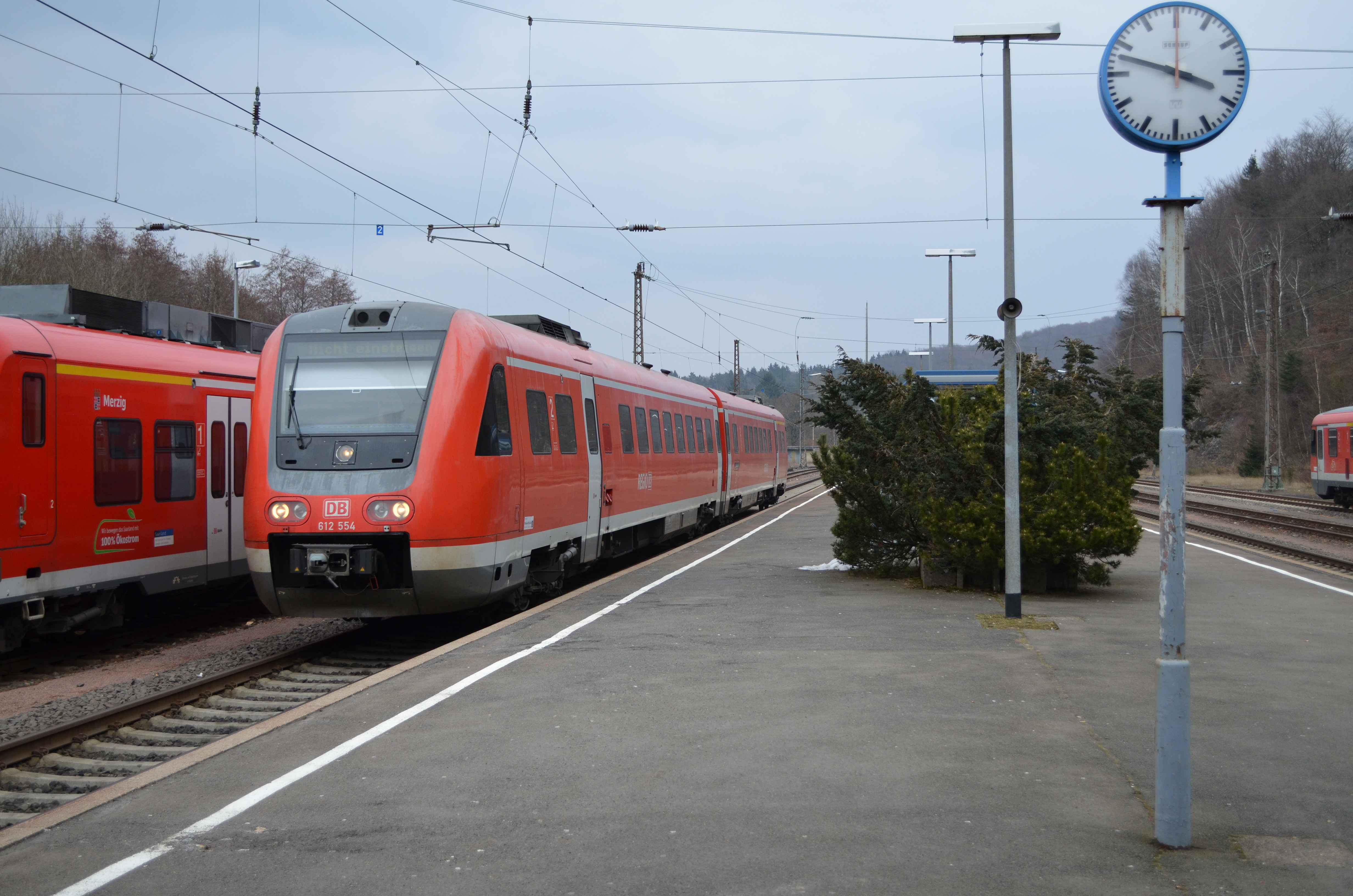
2013: Der Bahnhof Türkismühle vor dem Umbau.

Die Nahetalbahn wurde zwischen Türkismühle und Neubrücke (Nahe) im Sommer 2014 elektrifiziert und dazu sechs Wochen lang gesperrt. Seitdem verkehren die zuvor in Türkismühle endenden Regionalbahnen der Linie RB 73 weiter bis nach Neubrücke. Ebenfalls im Jahre 2014 wurden die Bahnsteige modernisiert und der Bahnhof barrierefrei ausgebaut.

## Verkehr

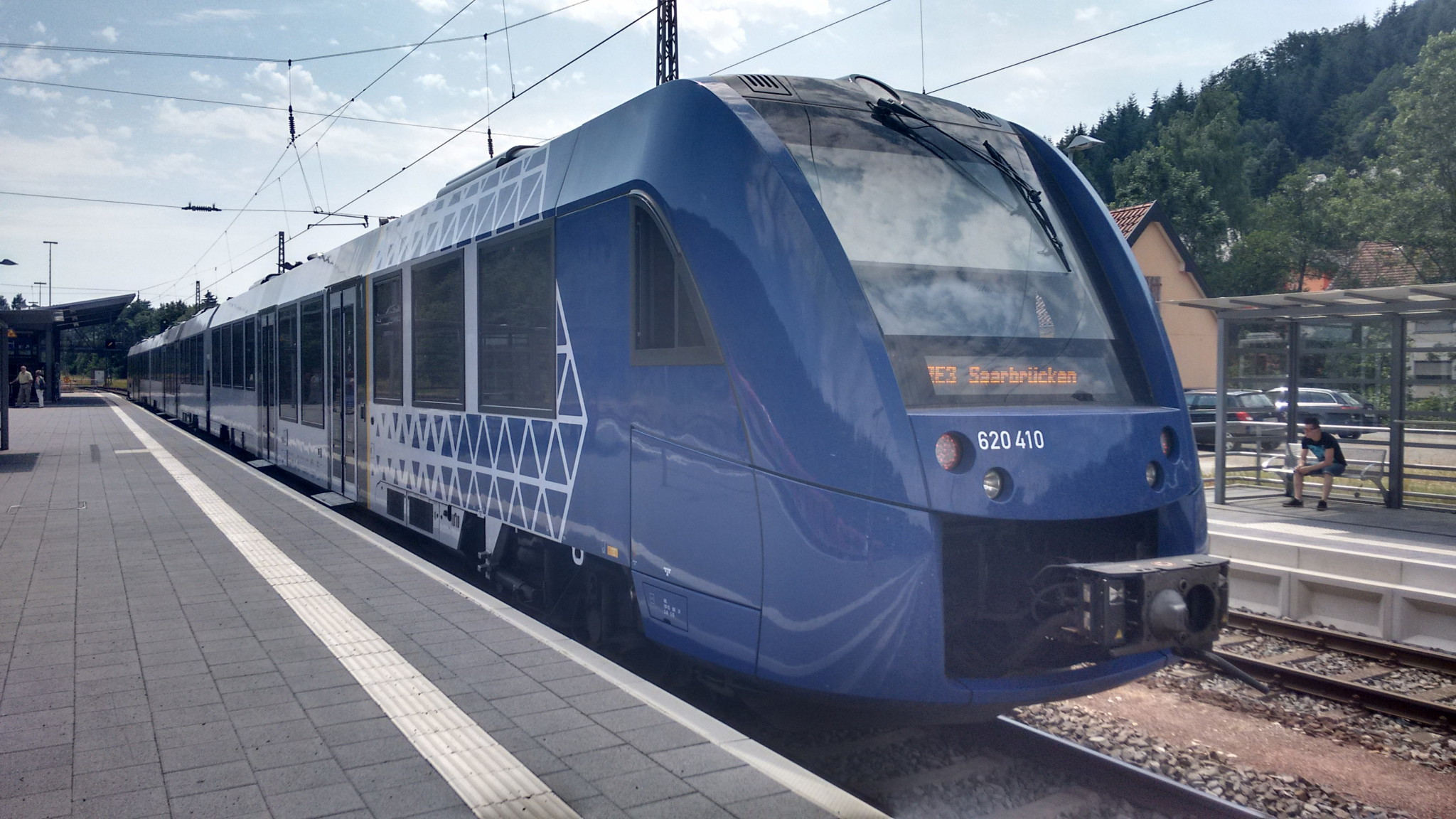
620-410 LINT 81 als RE 3 Frankfurt -> Saarbrücken in Türkismühle

Türkismühle ist Halt der Regional-Express-Linie RE 3 von Frankfurt bzw. Mainz nach Saarbrücken, sowie der Regionalbahnen von Neubrücke nach Saarbrücken, alle betrieben von vlexx. Die Hochwaldbahn wurde bis 31. August 2012 von Türkismühle aus im Museums- und Güterverkehr bedient, die Westrichbahn diente bis 2017 auf einem etwa 6 km langen Abschnitt von Türkismühle bis Wolfersweiler lediglich dem Güterverkehr. Die Strecke Saarbrücken–Mainz ist von Saarbrücken bis Neubrücke elektrifiziert.
| Linie                    | Strecke | Takt   |
| ------------------------ | --- | ------ |
| RE 3                     | (Frankfurt (Main) Hbf –) Mainz Hbf – Bad Kreuznach – Türkismühle – St. Wendel – Neunkirchen (Saar) – Saarbrücken Hbf    | 60 min |
| RB 73                    | Neubrücke (Nahe) – Türkismühle – St. Wendel – Ottweiler (Saar) – Neunkirchen (Saar) – Sulzbach (Saar) – Saarbrücken Hbf | 60 min |
| Stand: 15. Dezember 2024 | |        |